# Steve Cooney
Stephen Cooney (1953, Melbourne, Australia) es un músico y compositor australiano-irlandés. Ha participado en numerosos proyectos musicales de rock, country y música irlandesa, tocando principalmente guitarra y bajo.

## Primeros años de vida
Cooney nació en Melbourne, donde aprendió a tocar la guitarra y el didgeridoo. Desde los diecisiete años tocó en varias bandas de rock y, por su ascendencia irlandesa, de música tradicional irlandesa.

## Carrera
En 1980, Cooney se trasladó a Irlanda, donde rápidamente se vinculó con músicos locales y comenzó a participar en la grabación de álbumes como músico, productor o ingeniero de sonido.
Grabó con reconocidos artistas del ámbito de la música irlandesa, tales como Altan, The Chieftains, Clannad, Andy Irvine, Carlos Núñez, Sharon Shannon, Matt Molloy y Liam O'Flynn. También compone su propio material y es productor/arreglista de música tradicional.
En 2007 participó del disco Theology de Sinéad O'Connor como guitarrista y productor.
En 2019 editó en Claddagh Records el álbum Ceol Ársa Cláirsí:Tunes of the Irish Harpers for Solo Guitar, con arreglos para guitarra de composiciones para arpa de los siglos XVI y XVIII.

## Vida personal
Cooney estuvo casado con Sinéad O'Connor de 2010 a 2011.

## Discografía seleccionada
| Con Franciscus Henri - Lord of the Dance (1969) Con Mándu - To the Shores of His Heaven (1974) Con Little River Band - Little River Band (1975) Con Captain Rock - Buried Treasure (1975) Con Seona McDowell - Down Country Roads on Gossamer Wings (1978) Con Jake Walton - Sunlight and Shade (1983) - Songs from the Gurdy Man - Collection (1990) Con Redgum - Frontline (1984) Con Judy Small - Ladies and Gems (1984) Con Antonio Breschi - Ode to Ireland (1982) - Tierras, Mares y Memorias (1986) Con Dermot Morgan - Special Moments (1987) Con Geraldine MacGowan and Anne Conroy - Winds of Change (1987) Con The Chieftains - A Chieftains Celebration (1989) - The Long Black Veil (1995) - Santiago (1996) - Water from the Well (2002) Con Sean Maguire - Portraid (1990) Con Gerry O'Connor - Time to Time (1991) - Myriad (1998) Con Áine Uí Cheallaigh - Idir Dha Chomhairle - In Two Minds (1992) Con Tommy Sands - Beyond the Shadows (1992) - The Heart's a Wonder (1995) Con Sharon Shannon - Sharon Shannon (1993) Con Altan - Island Angel (1993) - Blackwater (1996) - Runaway Sunday (1997) - Another Sky (2000) - The Blue Idol (2002) - Local Ground (2005) Con Liam O'Flynn - Out to an Other Side (1993) - The Given Note (1995) Con Déanta - Déanta (1993) | Con Máirtín O'Connor - Chatterbox (1993) Con Martin Hayes - Under the Moon (1995) Con Dermot Byrne - Dermot Byrne (1995) Con Matt Molloy - Shadows on Stone (1996) Con Dordán - Christmas Capers (1996) - Celtic Aire (1999) Con Alan Kelly - Out of the Blue (1996) Con varios artistas - The Twentieth Anniversary Collection (1996) - Sult - Spirit of the Music (1996) - Celtic Christmas III (1997) - Magic Irish Romances (1998) - Celtic Christmas - Silver Anniversary Edition (2001) - Beginner's Guide to Ireland (2005) Con Séamus Begley - Meitheal (1996) Con The Cassidys - Singing from Memory (1998) Con Kíla - Lemonade & Buns (2000) Con Andy Irvine - Rain on the Roof (1996) - Way Out Yonder (2001) Con Tim O'Brien - Two Journeys (2001) Con Secret Garden - Once in a Red Moon (2002) - Earthsongs (2004) Con Sliabh Notes - Sliabh Notes (1995) - Gleanntán (1999) - Along Blackwater's Banks (2002) Con Danny Doyle - Spirit of the Gael (2002) Con Patrick Street - Street Life (2002) Con Virgin Prunes - ...If I Die, I Die (2004) Con Noel Hill - The Irish Concertina Two: Teacht Aniar (2005) Con Sinéad O'Connor - Theology (2007) Con Luka Bloom - Sunny Sailor Boy / You Couldn't Have Come at a Better Time (2011) - This New Morning (2012) Con Clannad - Nádúr (2013) |